# Liernolles
Liernolles é uma comuna francesa na região administrativa de Auvérnia-Ródano-Alpes, no departamento Allier. Estende-se por uma área de 38,63 km². Em 2010 a comuna tinha 220 habitantes (densidade: 5,7 hab./km²).